# João Baptista Lavanha

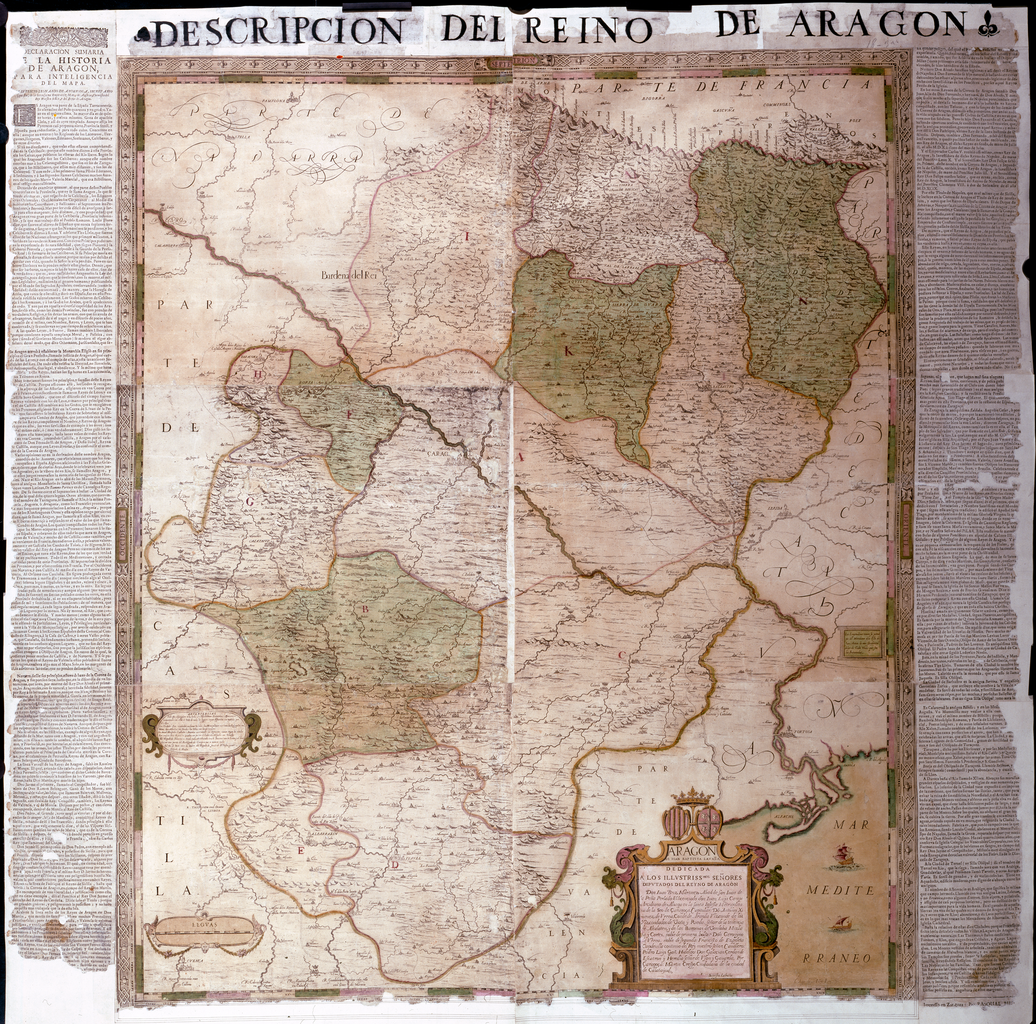
Descripción del Reino de Aragón por João Baptista Lavanha y Diego de Astor, reimpresa hacia 1675-1700. Madrid. Biblioteca Nacional de España.

João Baptista Lavanha, también llamado Juan Bautista Lavanha, Lavaña o Labaña (Lisboa, c. 1550-Madrid, 1624) fue un cartógrafo, matemático y geógrafo portugués al servicio de los reyes de España Felipe II y Felipe III.
De origen judeoconverso, se desconoce todo lo relativo a sus primeros años de vida y a los estudios que cursase, según se dice, en Lisboa y Roma, a donde habría sido enviado por el rey portugués don Sebastián. Felipe II le encargó en 1582 impartir clases de matemáticas en la Academia de Matemáticas que se proponía organizar en Madrid junto con Juan de Herrera. Cinco años después le nombró ingeniero real y en 1596, al tiempo que enseñaba matemáticas en Lisboa a pilotos y navegantes, su cosmógrafo mayor.
Entre sus colaboradores en la Academia de Matemáticas, estuvieron Antonio Mancelli y a Pedro Teixeira Albernaz, con el que trabajó en diversas obras cartográficas.
En 1610 recibió el encargo de la Diputación del Reino de Aragón de levantar un mapa del reino, en cuya toma de datos trabajó hasta abril de 1611 recorriendo la región, un trabajo que luego continuó el jesuita Pablo de Rajas, de acuerdo con las instrucciones de Lavanha. Fue este quien concluyó el trabajo en 1615, siendo publicado en 1620. Un año antes había sido nombrado cronista del reino de Portugal.

## Obras
- Tratado del arte de navegar, manuscrito que se conserva en la Biblioteca de Palacio Real de Madrid.
- Regimiento náutico de Joao Baptista Lavanha, Cosmographo mor del Rey Nosso Senhor. Lisboa, 1595, por Simón López. En 4.°, 37 fols.
- Taboas do lugar do Sol e largura do Leste a Oeste com hum instrumento de duas laminas representando nellas duas agulhas graduadas de graos, com hum amostradore agulha. Año 1600, en la citada monografía de Sánchez Pérez (p. 21).
- Descripción del universo, manuscrito que se conserva en la Biblioteca de Palacio de Madrid. Compendio de Geografía. (id.).
- Descripción del Reino de Aragón, mapa elaborado entre 1609 y 1615 y editado por Diego de Astor en 1620-1622 con la Declaración sumaria de Aragón de Lupercio Leonardo de Argensola; en 1761 fue retocado y ampliado, y, en 1777, lo publicó en Zaragoza Luis de Cueto.
- Itinerario del Reyno de Aragón (1610-1611), manuscrito conservado en la Universidad de Leiden, escrito en español e inédito hasta 1895. En forma de diario, va anotando las mediciones que después utilizaría para diseñar el Mapa del Reino de Aragón, primero elaborado con mediciones precisas. Incluye observaciones y anotaciones de un gran número de topónimos con sus grafías de entonces, y con muchos datos numismáticos, epigráficos y arqueológicos, como la ciudad romana de Los Bañales, hoy identificada con Tarraca, y el Mausoleo de los Atilios en Sádaba.
- Viage de la Catholica Real Magestad del Rei D. Filipe III N.S. al Reino de Portugal i relación del solene recebimiento que en él se le hizo, impreso en Madrid por Tomás Iunti, 1622, en castellano y portugués con grabados de Juan Schorquens.